# Mézel
Mézel ist eine französische Gemeinde mit 617 Einwohnern (Stand 1. Januar 2022) im Département Alpes-de-Haute-Provence in der Region Provence-Alpes-Côte d’Azur. Sie gehört zum Kanton Riez im Arrondissement Digne-les-Bains.

## Geographie
Die angrenzenden Gemeinden sind Châteauredon im Nordosten, Beynes im Osten, Estoublon im Süden, Saint-Jeannet im Südwesten und Le Chaffaut-Saint-Jurson im Nordwesten.

## Bevölkerungsentwicklung
| Jahr      | 1962 | 1968 | 1975 | 1982 | 1990 | 1999 | 2008 | 2019 |
| --------- | ---- | ---- | ---- | ---- | ---- | ---- | ---- | ---- |
| Einwohner | 353  | 346  | 326  | 335  | 423  | 536  | 660  | 639  |

## Sehenswürdigkeiten
- Zwei Dorfkirchen
- Chapelle Notre-Dame-du-Rosaire

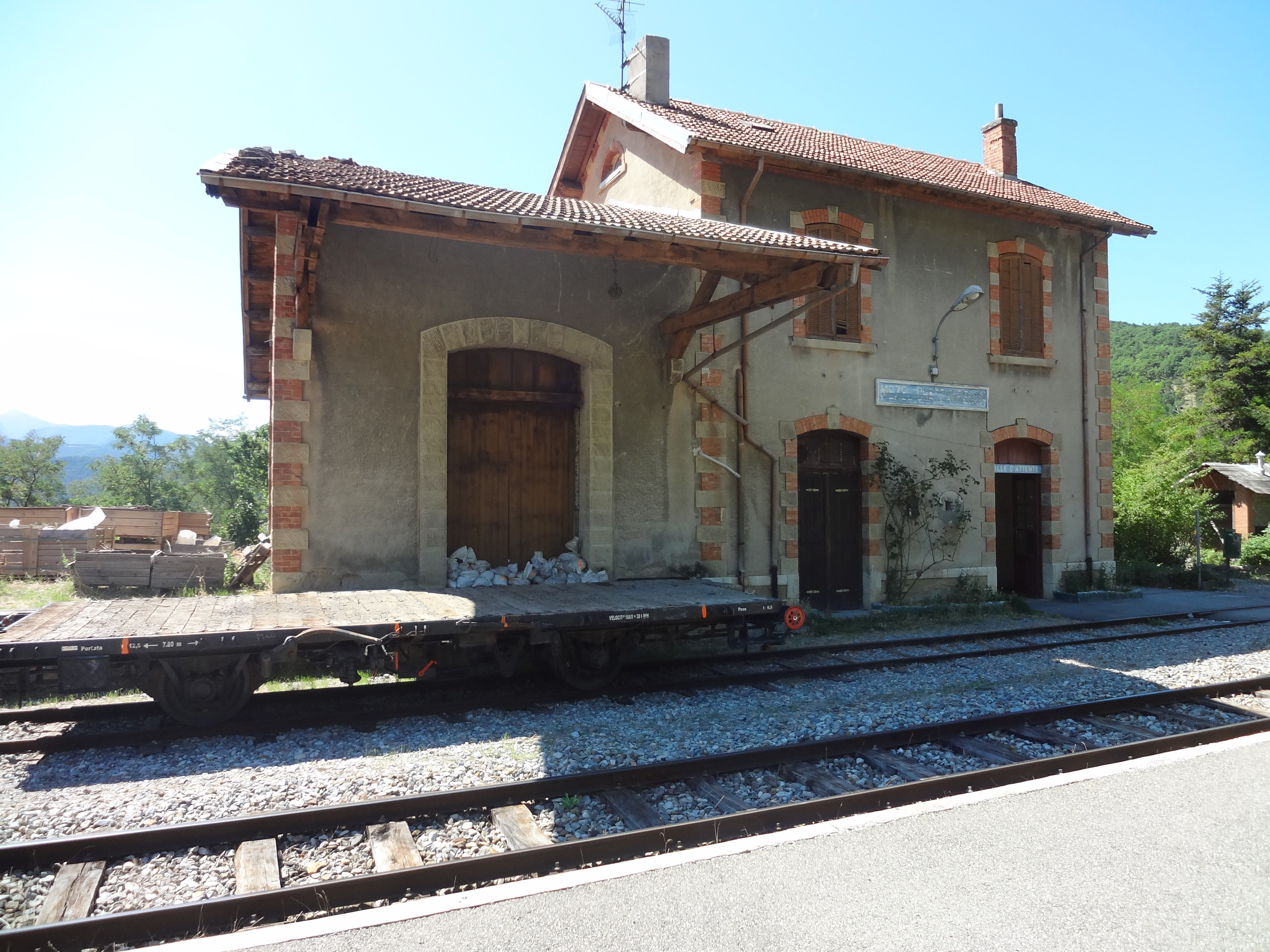
Bahnhof Mézel-Châteauredon der Bahnstrecke Nizza–Digne-les-Bains